# Ema Vasic
Ema Vasic (* 11. Mai 1999) ist eine österreichische Tennisspielerin.

## Karriere
Vasic spielt vor allem auf der ITF Women’s World Tennis Tour, wo sie aber bislang noch keinen Titel erreichen konnte.
2015 gewann Vasic den Einzelbewerb der Österreichischen Jugend-Hallenmeisterschaften der Altersklasse U16 im burgenländischen Neudörfl.
2019 spielte Vasic in der 1. Österreichischen Bundesliga der Damen für den TC Wörgl. Ihre zwei Einsätze, jeweils einen in Einzel und Doppel, konnte Vasic für sich entscheiden.

## Weltranglistenpositionen am Saisonende
| Jahr   | 2019 | 2020 | 2021 |
| ------ | ---- | ---- | ---- |
| Einzel | 1209 | 1225 | 1397 |
| Doppel | 1412 | 1461 | 1672 |